# Lâm Đồng
Lâm Đồng ist eine Provinz von Vietnam. Sie liegt im Süden des Landes in der Region Zentrales Hochland. Lâm Đồng grenzt an die Provinzen Khánh Hòa und Ninh Thuận im Osten, an Đồng Nai im Südwesten, im Südosten an die Provinz Bình Thuận und im Norden an die Provinz Đắk Lắk. Lâm Đồng ist die einzige Provinz in der Region Zentrales Hochland, die nicht an Kambodscha grenzt.

## Distrikte
Lâm Đồng gliedert sich in zehn Distrikte:
- Bảo Lâm
- Cát Tiên
- Đạ Huoai
- Đạ Tẻh
- Đam Rông
- Di Linh
- Đơn Dương
- Đức Trọng
- Lạc Dương
- Lâm Hà

Đà Lạt (Provinzhauptstadt) und Bảo Lộc sind eigene Gemeinden.